# Sentinel-1
Sentinel-1 е космическа мисия, част от европейската програма за наблюдение на земята Коперник. Мисията е съставена от два спътника на полярна орбита в една и съща орбитална равнина, наречени Sentinel-1A и Sentinel-1B. Спътниците предоставят данни чрез радар със синтезирана апертура (SAR) в честотния диапазон 4 – 8 GHz (C band). Радарът оперира на честота 5.405 GHz, която улеснява проникването на вълните и позволява получаване на данни за обект през деня или през нощта при всякакви метеорологични условия или липса на осветление. Мисията предоставя радарни изображения, работещи в четири режима с различна разделителна способност (до 5 м) и покритие (до 400 км).
Sentinel-1 е проектиран да работи в предварително програмиран режим на работа, като заснема земната повърхност, крайбрежни зони и корабоплавателни пътища с висока разделителна способност и предоставя покритие на световния океан. Всеки спътник от мисията има 12-дневен цикъл на повторно преминаване над същия район на екватора, като за един цикъл извършва 175 обиколки на Земята. При наличието на два спътника, информация за даден район на екватора може да се получава на всеки 6 дни. Спътниците са проектирани също да предоставят бързо данни при нужда за наблюдение на бедствия.
Мисията е финансирана от Европейския съюз и Европейската космическа агенция (ЕКА). ЕКА отговаря за разработването и управлението на мисията. Спътниците от мисията са произведени от индустриален консорциум, ръководен от Thales Alenia Space Italy като главен изпълнител, а Astrium Germany е отговорен за разработката на инструментите за наблюдение и радара със синтезирана апертура, включващ подсистемата за централна радарна електроника, разработена от Astrium UK. Общата маса на един спътник е 2300 kg при извеждане в орбита. Към 2018 г. два спътника от мисията са изведени в орбита, Sentinel-1A изведен на 3 април 2014 г. и Sentinel-1B на 25 април 2016 г. Два други спътника (Sentinel-1C и Sentinel-1D) са планирани да бъдат изстреляни, които ще заместят настоящите към края на оперативния им живот.

## Галерия
- Изображения, заснети от Sentinel-1
- Радарно изображение на Финския залив
- Буря над Естония (псевдо-цветово изображение)
- Районът около езерото Съксес, Калифорния. Псевдо-цветово изображение получено от изображения заснети в два различни дни.
- Динамика на ледовете в Алерт, Канада. Псевдо-цветово изображение получено от изображения заснети в продължение на 3 месеца.
- InSAR изображение на деформация на земната повърхност след изригване на lулкана Калбуко в Чили.
- Интерферометрична изображение показващо пукнатини в шелфов ледник Ларсен, Антарктика.